# Aldabra

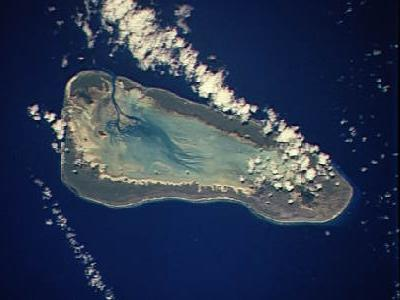
Satellitbild av Aldabra

Aldabra är en atoll i Indiska Oceanen som tillhör Seychellerna. Atollen har i det närmaste förblivit orörd av människan. Den har en mycket särpräglad natur, bland annat har korallön en egen art av jättesköldpaddan. Aldabra har en av världens största populationer av denna reptil, totalt omkring 152 000 individer. 
Aldabra blev 1982 uppsatt på Unescos världsarvslista.

## Geografi
Atollen är världens näst största (den största är Kiritimati). Den är 34 km lång och 14,5 km bred, ligger som högst 8 m ö h och har en total landareal på 155,4 km². Lagunen mäter ett område på 223 km². Under lågvatten är lagunen uttorkad och är bara en tredjedel så stor.
Atollen består av en ring av fyra större korallöar (motsols):
1. Grand Terre (södra ön) - 116,1 km²
2. Malabar (mellersta ön) - 26,8 km²
3. Polymnie - 4,75 km²
4. Picard (västra ön) - 9,4 km²

Därtill finns det omkring 40 mindre öar och klippor, i huvudsak inne i lagunen: Ile aux Cendres, Ile Michel, Ile Esprit, Ile Moustiques, Ilot Parc, Ilot Emile, Ilot Yangue, Ilot Dubois, Ilot Magnan, Ile Lanier, Champignon des Os, Euphrate, Grand Mentor, Grand Ilot, Gros Ilot Gionnet, Gros Ilot Sésame, Heron Rock, Hide Island, Ile aux Aigrettes, Ile aux Cèdres, Iles Chalands, Il Fangame, Ile Héron, Ile Michel, Ile Suacco, Ile Sylvestre, Ile Verte, Ilot Déder, Ilot du Sud, Ilot du Milieu, Ilot du Nord, Ilot Macoa, Ilot Marquoix, Ilots Niçois, Ilot Salade, Middle Row Island, Nobby Rock, North Row Island, Petit Mentor, Petit Mentor Endans, Petits Ilots, Pink Rock, Table Ronde.
Den övergivna bosättningen på sydvästra spetsen av ön Picard är idag hem för atollens föreståndare och övrig personal. Det finns ingen annan permanent befolkning på Aldabra.

## Aldabragruppen
Den större Aldabragruppen består av:
1. Aldabra (atollen)
2. Assumption (ö)
3. Cosmoledo (atoll)
4. Astove (ö)

Aldabragruppens totala landyta är 175,91 km².